# Baltic Cup 1991
Baltic Cup 1991 – turniej towarzyski Baltic Cup 1991, odbył się w dniach 15 - 17 listopada 1991 roku w Kłajpedzie na Litwie. Był to pierwszy turniej po odzyskaniu przez kraje bałtyckie niepodległości, jednak przed przywróceniem członkostwa ich federacji w FIFA, z tego też powodu mecze turnieju nie są uważane za oficjalne. W turnieju tradycyjnie wzięły udział trzy zespoły: reprezentacja gospodarzy, Łotwy i Estonii.

## Mecze
| 15 listopada |  | Litwa | 4 | - | 1 (2-1) | Estonia |

| 16 listopada |  | Estonia | 0 | - | 2 (0-1) | Łotwa |

| 17 listopada |  | Litwa | 1 | - | 1 (1-1) | Łotwa |

## Końcowa tabela
| M | Reprezentacja | L.m. | Zw. | Rem. | Por. | Bramki | R.br. | Pkt |
| 1 | Litwa         | 2    | 1   | 1    | 0    | 5:2    | +3    | 3   |
| 2 | Łotwa         | 2    | 1   | 1    | 0    | 3:1    | +2    | 3   |
| 3 | Estonia       | 2    | 0   | 0    | 2    | 1:6    | -5    | 0   |

Triumfatorem turnieju Baltic Cup 1991 został zespół Litwy.